# Lešnjake
Lešnjake so naselje v Občini Cerknica.